# Lumile lui Magnus Ridolph

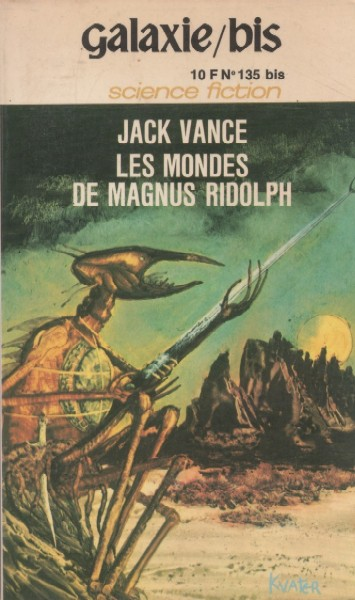
Colecția Les mondes de Magnus Ridolph din 1975, OPTA - Galaxie Bis

Lumile lui Magnus Ridolph (1966, The Many Worlds of Magnus Ridolph) este o colecție de povestiri științifico-fantastice de Jack Vance din 1966.
În limba română a fost tradusă de Mihaela și Cristian Ionescu și a fost publicată de Editura Pygmalion din Ploiești în 2002 în seria nouă a colecției Cyborg.
Magnus Rindolph este un anchetator amator și călător interstelar – acesta se aseamănă mai mult cu Hercule Poirot, decât cu Han Solo, în ceea ce privește fizionomia și vestimentația, dar și prin stilul său de lucru. 

## Cuprins
Colecția din 1966 este formată din 6 povestiri științifico-fantastice de Jack Vance (cele marcate cu *), iar ediția din 1980 a mai adăugat 2 povestiri  (cele marcate cu **). Ultimele două nu au fost traduse în ediția în limba română de la editura Pygmalion. Povestirea „When the Five Moons Rise” din 1954 a fost tradusă sub denumirea „Când răsar cele cinci luni” și nu a apărut în colecția originală, dar a fost introdusă într-o colecție omonimă din 1992.
- „Abominabilul McInch” -  The Unspeakable McInch  (* 1948). Publicată anterior în limba română în Anticipația CPSF 507, 1994
- „Regele hoților” - The King of Thieves  (* 1949). Publicată anterior în limba română în Anticipația CPSF 502, 1993
- „Clubul de vacanță stelar” - The Spa of the Stars (* 1950). Publicată anterior în limba română în Anticipația CPSF 523, 1994
- „Războinicii de pe Kokod”  -  The Kokod Warriors (* 1952). Publicată anterior în limba română în Anticipația CPSF 514  - 515, 1994
- „Lovitura de grație” -   Coup de Grace (* 1958). Publicată anterior în limba română în Anticipația CPSF 531
- „Când răsar cele cinci luni” - When the Five Moons Rise (1954)[5]
- „Urlătorii” -  The Howling Bounders (* 1949)
- Netradusă - The Sub-Standard Sardines (** 1949)
- Netradusă - To B or Not to C or to D (** 1950)

## Vezi și
- Lista volumelor publicate în Colecția Cyborg